# Crandon (Wisconsin)
Crandon es una ciudad ubicada en el condado de Forest en el estado estadounidense de Wisconsin. En el Censo de 2010 tenía una población de 1.920 habitantes y una densidad poblacional de 119,95 personas por km².

## Geografía
Crandon se encuentra ubicada en las coordenadas 45°34′4″N 88°53′43″O / 45.56778, -88.89528. Según la Oficina del Censo de los Estados Unidos, Crandon tiene una superficie total de 16.01 km², de la cual 13.53 km² corresponden a tierra firme y (15.49%) 2.48 km² es agua.

## Demografía
Según el censo de 2010, había 1.920 personas residiendo en Crandon. La densidad de población era de 119,95 hab./km². De los 1.920 habitantes, Crandon estaba compuesto por el 86.09% blancos, el 0.42% eran afroamericanos, el 9.27% eran amerindios, el 0.31% eran asiáticos, el 0.05% eran isleños del Pacífico, el 0.21% eran de otras razas y el 3.65% pertenecían a dos o más razas. Del total de la población el 2.08% eran hispanos o latinos de cualquier raza.